# Stein, Winklern
Stein je naselje v Občini Winklern v Okraju Špital ob Dravi  na Koroškem v Avstriji.